# Кољска нуклеарна електрана
Кољска нуклеарна електрана КНЕ (рус. Ко́льская атомная электростанция, КАЭС) активна је нуклеарна електрана смештена у јужном делу Мурманске области, на крајњем северозападу европског дела Руске Федерације. Електрана се налази на југозападној обали језера Имандра на око 12 километара северозападно од града Пољарније Зори. Ради под управом руске националне компаније задужене за нуклеарну енергију „Росенергоатом“.
Радови на градњи овог електроенергетског објекта започели су 18. маја 1969. године, а први блок са радом је почео 29. јуна 1973. године. Потом су у наредних десет година у погон пуштена и преостала три нуклеарна реактора (редом 1974, 1981. и 1984. године). Електрана поседује 4 енергетска блока, односно 4 нуклеарна реактора типа ВВЕР (два реактора типа ВВЕР 440/230, и два типа ВВЕР 440/213) капацитета од по 440 MW (укупно 1.760 MW). У Кољској нуклеарки годишње се произведе нешто више од половине од укупне продукције електричне енергије на подручју Мурманске области.
Постепено искључивање реактора планирано је у периоду од 2018. (када би требало да буде искључен први блок) до 2029. године, а у истом периоду планирана је градња два нова реактора типа ВВЕР-600/498 капацитета од по 600 MW (планирано је да нови реактори буду пуштени у рад 2020. и 2026. године).
| Реактор          | Тип реактора | Снага | Снага | Градња започела | Повезивање на мрежу | Почетак рада | Затварање   |
| Реактор          | Тип реактора | Нето  | Бруто | Градња започела | Повезивање на мрежу | Почетак рада | Затварање   |
| ---------------- | ------------ | ----- | ----- | --------------- | ------------------- | ------------ | ----------- |
| Кола-1           | ВВЭР-440/230 | 411   | 440   | 01.05.1970      | 29.06.1973          | 28.12.1973   | 2018 (план) |
| Кола-2           | ВВЕР-440/230 | 411   | 440   | 01.05.1970      | 28.12.1974          | 21.02.1975   | 2019(план)  |
| Кола-3           | ВВЕР-440/213 | 411   | 440   | 01.04.1977      | 24.03.1981          | 03.12.1982   | 2026(план)  |
| Кола-4           | ВВЕР-440/213 | 411   | 440   | 01.08.1976      | 11.10.1984          | 06.12.1984   | 2029 (план) |
| Кола II-1 (план) | ВВЭР-600/498 | 600   | 675   |                 | (2020)              |              |             |
| Кола II-2 (план) | ВВЭР-600/498 | 600   | 675   |                 | (2026)              |              |             |